# Jorge, Príncipe de Eschaumburgo-Lipa
Estevão Alberto Jorge em Eschaumburgo-Lipa (em alemão:  Stephan Albrecht Georg zu Schaumburg-Lippe, Buckeburgo, 10 de outubro de 1846 - 29 de abril de 1911) foi o governante do pequeno Principado de Eschaumburgo-Lipa entre 1893 e 1911.

## Biografia
Jorge nasceu em Buckeburgo, sendo filho de Adolfo I, Príncipe de Eschaumburgo-Lipa e da princesa Hermínia de Waldeck e Pyrmont.
Sucedeu como príncipe de Eschaumburgo-Lipa quando o seu pai morreu a 8 de Maio de 1893 e governou até à sua morte, a 29 de abril de 1911 em Buckeburgo. Foi sucedido pelo seu filho mais velho, o príncipe Adolfo II.

## Casamento e descendência
No dia 16 de abril de 1882, Jorge casou-se em Altemburgo com a princesa Maria Ana de Saxe-Altemburgo, filha mais velha do príncipe Maurício de Saxe-Altemburgo.
O casal teve nove filhos:
1. Adolfo II, Príncipe de Eschaumburgo-Lipa (23 de fevereiro de 1883 - 26 de março de 1936), último príncipe de Eschaumburgo-Lipa, casado morganaticamente com Ellen Bischoff-Korthaus; sem descendência.
2. Maurício Jorge de Eschaumburgo-Lipa (11 de março de 1884 - 10 de março de 1920), morreu aos trinta-e-cinco anos solteiro e sem descendência.
3. Pedro de Eschaumburgo-Lipa (nascido e morto em 1896)
4. Wolrad, Príncipe de Eschaumburgo-Lipa (19 de abril de 1887 - 15 de junho de 1962), casado com a princesa Batilde de Eschaumburgo-Lipa; com descendência.
5. Estêvão de Eschaumburgo-Lipa (21 de junho de 1891 - 10 de fevereiro de 1965), casado com a princesa Ingeborg de Oldemburgo; com descendência.
6. Henrique de Eschaumburgo-Lipa (25 de setembro de 1894 - 11 de novembro de 1952), casado com a condessa Maria-Érica de Hardemburgo; com descendência.
7. Margarida de Eschaumburgo-Lipa (21 de janeiro de 1896 - 22 de janeiro de 1897), morreu com um ano de idade.
8. Frederico Cristiano de Eschaumburgo-Lipa (5 de junho de 1906 - 20 de setembro de 1983), casado com a condessa Alexandra Edviges Joana Berta Maria de Castell-Rüdenhausen; com descendência.
9. Isabel de Eschaumburgo-Lipa (31 de maio de 1909 - 25 de fevereiro de 1933), casada com o barão João Herring de Frankensdorff; com descendência.

## Comemoração das bodas de prata
Quando Maria Ana e Jorge celebraram as suas bodas de prata em 1907, o imperador Guilherme II da Alemanha ofereceu-lhes a antiga residência oficial da família, o Castelo de Eschaumburgo. O castelo era controlado pelos Hohenzollern desde que o avô de Jorge tinha ficado do lado austríaco durante a Guerra Austro-Prussiana de 1866. O presente foi também o reconhecimento do apoio de Jorge na disputa de sucessão ao trono de Lipa-Detmold.

## Genealogia
| Jorge, Príncipe de Eschaumburgo-Lipa | Pai: Adolfo I, Príncipe de Eschaumburgo-Lipa | Avô paterno: Jorge Guilherme, Príncipe de Eschaumburgo-Lipa | Bisavô paterno: Filipe II, Conde de Eschaumburgo-Lipa                 |
| Jorge, Príncipe de Eschaumburgo-Lipa | Pai: Adolfo I, Príncipe de Eschaumburgo-Lipa | Avô paterno: Jorge Guilherme, Príncipe de Eschaumburgo-Lipa | Bisavó paterna: Juliana de Hesse-Philippsthal                         |
| Jorge, Príncipe de Eschaumburgo-Lipa | Pai: Adolfo I, Príncipe de Eschaumburgo-Lipa | Avó paterna: Ida de Waldeck e Pyrmont                       | Bisavô paterno: Jorge I, Príncipe de Waldeck e Pyrmont                |
| Jorge, Príncipe de Eschaumburgo-Lipa | Pai: Adolfo I, Príncipe de Eschaumburgo-Lipa | Avó paterna: Ida de Waldeck e Pyrmont                       | Bisavó paterna: Augusta de Schwarzburg-Sondershausen                  |
| Jorge, Príncipe de Eschaumburgo-Lipa | Mãe: Hermínia de Waldeck e Pyrmont           | Avô materno: Jorge II, Príncipe de Waldeck e Pyrmont        | Bisavô materno: Jorge I, Príncipe de Waldeck e Pyrmont                |
| Jorge, Príncipe de Eschaumburgo-Lipa | Mãe: Hermínia de Waldeck e Pyrmont           | Avô materno: Jorge II, Príncipe de Waldeck e Pyrmont        | Bisavó materna: Augusta de Schwarzburg-Sondershausen                  |
| Jorge, Príncipe de Eschaumburgo-Lipa | Mãe: Hermínia de Waldeck e Pyrmont           | Avó materna: Ema de Anhalt-Bernburg-Schaumburg-Hoym         | Bisavô materno: Vítor II, Príncipe de Anhalt-Bernburg-Schaumburg-Hoym |
| Jorge, Príncipe de Eschaumburgo-Lipa | Mãe: Hermínia de Waldeck e Pyrmont           | Avó materna: Ema de Anhalt-Bernburg-Schaumburg-Hoym         | Bisavó materna: Amália de Nassau-Weilburg                             |